# Epiterobia
Epiterobia is een geslacht van vliesvleugeligen uit de familie Pteromalidae. De wetenschappelijke naam van dit geslacht is voor het eerst geldig gepubliceerd in 1914 door Girault.

## Soorten
Het geslacht Epiterobia omvat de volgende soorten:
- Epiterobia reticulatithorax Girault, 1914
- Epiterobia sanguinipes Girault, 1938
- Epiterobia subatra (Girault, 1915)